# スポーツ選手長者番付
スポーツ選手長者番付（スポーツせんしゅちょうじゃばんづけ、英: The World's Highest-Paid Athletes）は、アメリカの経済誌『フォーブス』が毎年発表する、世界のスポーツ選手の年収順リストである。

## 概要

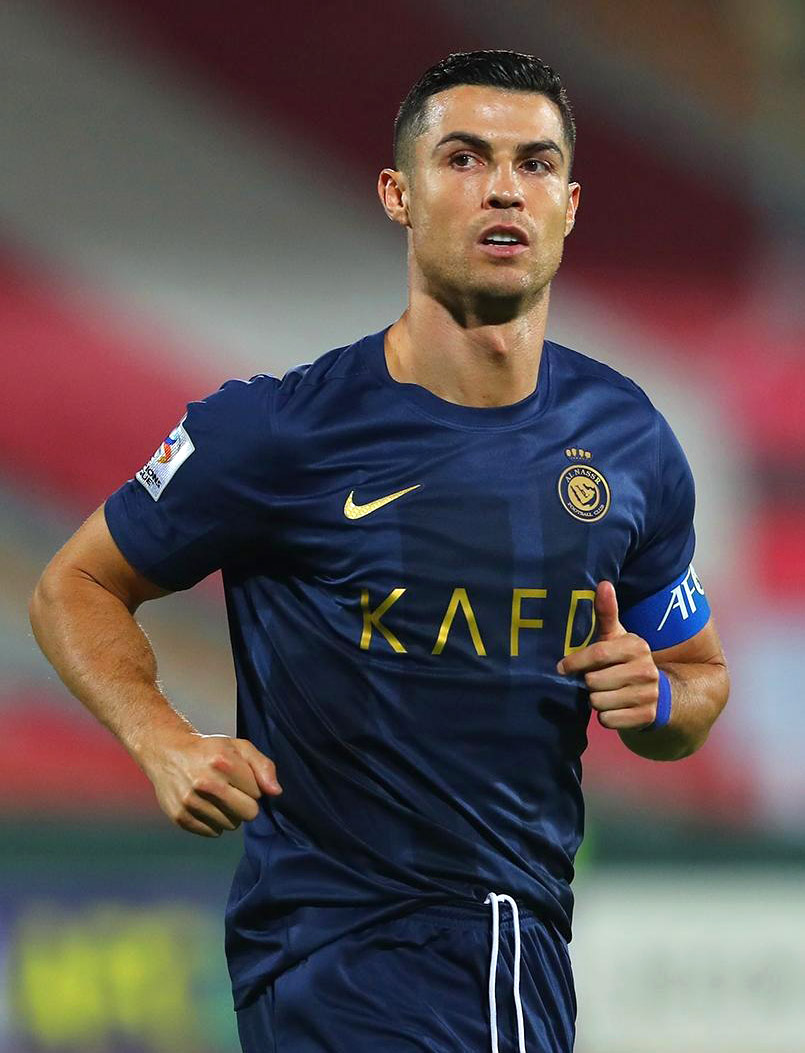
3年連続首位のクリスティアーノ・ロナウド

1990年より調査を開始した。前年の5月1日から1年間の推定年収を毎年5月から6月頃に公表している。ここでの年収は、給与やボーナス、賞金など競技活動によって得られるものと、スポンサー収入などによって得られるものの合計である。スポンサー収入は業界関係者への取材に基づき、期間中の広告契約料や出演料、ライセンス使用料を推計している。投資収入は原則除外しているが、株式売却による収入は含めている。収入の金額は税引き前、エージェント手数料などを差し引く前のものとなっている。2001年は調査期間の変更の年となったため詳細の発表はなかった。基準となる通貨はアメリカ・ドル。
「世界のスポーツ選手の年収順リスト」を毎年掲載しており、2025年はサッカーのクリスティアーノ・ロナウドが年収2億7500万ドルで首位。女子スポーツ選手はトップ50にランクインしなかった。スポーツ別ではバスケットボール選手が最多ランクインしており、2位にアメリカンフットボール選手、3位にサッカー選手が続いた。歴代最高年収は2015年に発表されたボクシングのフロイド・メイウェザー・ジュニアの3億ドル。
また、生涯収入も発表している。2022年の発表によると、現役中に生涯収入が10億ドルを超えた選手は、タイガー・ウッズ、クリスティアーノ・ロナウド、リオネル・メッシ、レブロン・ジェームズ、フロイド・メイウェザー・ジュニア、ロジャー・フェデラー、フィル・ミケルソンの7人である。マイケル・ジョーダンは現役引退後に資産を増やしており、2022年時点での資産額は17億ドルと推定されている。

## 最新リスト
フォーブスは2025年5月、世界のスポーツ選手上位50人の年収順リストを発表した。2024年5月1日から1年間の給与やボーナス、賞金など競技活動によって得られるものと、スポンサー収入などによって得られるものの合計である。首位はサッカーのクリスティアーノ・ロナウドで2億7500万ドル。日本人では野球の大谷翔平が1億250万ドルで9位にランクインした。上位10人は以下の通り。
| 順位 | 選手                       | スポーツ               | 国籍           | 年収          |
| ---- | -------------------------- | ---------------------- | -------------- | ------------- |
| 1    | クリスティアーノ・ロナウド | サッカー               | ポルトガル     | 2億7500万ドル |
| 2    | ステフィン・カリー         | バスケットボール       | アメリカ       | 1億5600万ドル |
| 3    | タイソン・フューリー       | ボクシング             | イギリス       | 1億4600万ドル |
| 4    | ダック・プレスコット       | アメリカンフットボール | アメリカ       | 1億3700万ドル |
| 5    | リオネル・メッシ           | サッカー               | アルゼンチン   | 1億3500万ドル |
| 6    | レブロン・ジェームズ       | バスケットボール       | アメリカ       | 1億3380万ドル |
| 7    | フアン・ソト               | 野球                   | ドミニカ共和国 | 1億1400万ドル |
| 8    | カリム・ベンゼマ           | サッカー               | フランス       | 1億400万ドル  |
| 9    | 大谷翔平                   | 野球                   | 日本           | 1億250万ドル  |
| 10   | ケビン・デュラント         | バスケットボール       | アメリカ       | 1億140万ドル  |

### スポーツ別人数
| 順位 | スポーツ               | 人数 |
| ---- | ---------------------- | ---- |
| 1    | バスケットボール       | 16   |
| 2    | アメリカンフットボール | 13   |
| 3    | サッカー               | 8    |
| 4    | ゴルフ                 | 5    |
| 5    | ボクシング             | 3    |
| 5    | 野球                   | 3    |
| 7    | 自動車競技             | 2    |

## 年別リスト
フォーブスが調査を開始した1990年以降の上位一覧である。2001年は調査期間の変更の年となったため詳細の発表はなかった。歴代最高年収は2015年のフロイド・メイウェザー・ジュニアの3億ドル。
| 年   | 順位 | 選手                             | スポーツ                      | 国籍         | 年収          |
| ---- | ---- | -------------------------------- | ----------------------------- | ------------ | ------------- |
| 1990 | 1    | マイク・タイソン                 | ボクシング                    | アメリカ     | 2860万ドル    |
| 1990 | 2    | ジェームス・ダグラス             | ボクシング                    | アメリカ     | 2600万ドル    |
| 1990 | 3    | シュガー・レイ・レナード         | ボクシング                    | アメリカ     | 1300万ドル    |
| 1991 | 1    | イベンダー・ホリフィールド       | ボクシング                    | アメリカ     | 6050万ドル    |
| 1991 | 2    | マイク・タイソン                 | ボクシング                    | アメリカ     | 3150万ドル    |
| 1991 | 3    | マイケル・ジョーダン             | バスケットボール              | アメリカ     | 1600万ドル    |
| 1992 | 1    | マイケル・ジョーダン             | バスケットボール              | アメリカ     | 3590万ドル    |
| 1992 | 2    | イベンダー・ホリフィールド       | ボクシング                    | アメリカ     | 2800万ドル    |
| 1992 | 3    | アイルトン・セナ                 | 自動車競技                    | ブラジル     | 2200万ドル    |
| 1993 | 1    | マイケル・ジョーダン             | バスケットボール              | アメリカ     | 3600万ドル    |
| 1993 | 2    | リディック・ボウ                 | ボクシング                    | アメリカ     | 2500万ドル    |
| 1993 | 3    | アイルトン・セナ                 | 自動車競技                    | ブラジル     | 1850万ドル    |
| 1994 | 1    | マイケル・ジョーダン             | バスケットボール              | アメリカ     | 3001万ドル    |
| 1994 | 2    | シャキール・オニール             | バスケットボール              | アメリカ     | 1670万ドル    |
| 1994 | 3    | ジャック・ニクラス               | ゴルフ                        | アメリカ     | 1480万ドル    |
| 1995 | 1    | マイケル・ジョーダン             | バスケットボール              | アメリカ     | 4390万ドル    |
| 1995 | 2    | マイク・タイソン                 | ボクシング                    | アメリカ     | 4000万ドル    |
| 1995 | 3    | ディオン・サンダース             | アメリカンフットボール / 野球 | アメリカ     | 2250万ドル    |
| 1996 | 1    | マイク・タイソン                 | ボクシング                    | アメリカ     | 7500万ドル    |
| 1996 | 2    | マイケル・ジョーダン             | バスケットボール              | アメリカ     | 5260万ドル    |
| 1996 | 3    | ミハエル・シューマッハ           | 自動車競技                    | ドイツ       | 3300万ドル    |
| 1997 | 1    | マイケル・ジョーダン             | バスケットボール              | アメリカ     | 7830万ドル    |
| 1997 | 2    | イベンダー・ホリフィールド       | ボクシング                    | アメリカ     | 5430万ドル    |
| 1997 | 3    | オスカー・デ・ラ・ホーヤ         | ボクシング                    | アメリカ     | 3800万ドル    |
| 1998 | 1    | マイケル・ジョーダン             | バスケットボール              | アメリカ     | 6900万ドル    |
| 1998 | 2    | ミハエル・シューマッハ           | 自動車競技                    | ドイツ       | 3800万ドル    |
| 1998 | 3    | セルゲイ・フェドロフ             | アイスホッケー                | ロシア       | 2980万ドル    |
| 1999 | 1    | ミハエル・シューマッハ           | 自動車競技                    | ドイツ       | 4900万ドル    |
| 1999 | 2    | タイガー・ウッズ                 | ゴルフ                        | アメリカ     | 4700万ドル    |
| 1999 | 3    | オスカー・デ・ラ・ホーヤ         | ボクシング                    | アメリカ     | 4350万ドル    |
| 2000 | 1    | ミハエル・シューマッハ           | 自動車競技                    | ドイツ       | 5900万ドル    |
| 2000 | 2    | タイガー・ウッズ                 | ゴルフ                        | アメリカ     | 5300万ドル    |
| 2000 | 3    | マイク・タイソン                 | ボクシング                    | アメリカ     | 4800万ドル    |
| 2002 | 1    | タイガー・ウッズ                 | ゴルフ                        | アメリカ     | 6900万ドル    |
| 2002 | 2    | ミハエル・シューマッハ           | 自動車競技                    | ドイツ       | 6700万ドル    |
| 2002 | 3    | マイケル・ジョーダン             | バスケットボール              | アメリカ     | 3600万ドル    |
| 2003 | 1    | タイガー・ウッズ                 | ゴルフ                        | アメリカ     | 7800万ドル    |
| 2003 | 2    | ミハエル・シューマッハ           | 自動車競技                    | ドイツ       | 7500万ドル    |
| 2003 | 3    | マイケル・ジョーダン             | バスケットボール              | アメリカ     | 3500万ドル    |
| 2004 | 1    | タイガー・ウッズ                 | ゴルフ                        | アメリカ     | 8030万ドル    |
| 2004 | 2    | ミハエル・シューマッハ           | 自動車競技                    | ドイツ       | 8000万ドル    |
| 2004 | 3    | ペイトン・マニング               | アメリカンフットボール        | アメリカ     | 4200万ドル    |
| 2005 | 1    | タイガー・ウッズ                 | ゴルフ                        | アメリカ     | 8700万ドル    |
| 2005 | 2    | ミハエル・シューマッハ           | 自動車競技                    | ドイツ       | 6000万ドル    |
| 2005 | 3    | オスカー・デ・ラ・ホーヤ         | ボクシング                    | アメリカ     | 3800万ドル    |
| 2006 | 1    | タイガー・ウッズ                 | ゴルフ                        | アメリカ     | 9000万ドル    |
| 2006 | 2    | ミハエル・シューマッハ           | 自動車競技                    | ドイツ       | 5800万ドル    |
| 2006 | 3    | モハメド・アリ                   | ボクシング                    | アメリカ     | 5500万ドル    |
| 2007 | 1    | タイガー・ウッズ                 | ゴルフ                        | アメリカ     | 1億ドル       |
| 2007 | 2    | オスカー・デ・ラ・ホーヤ         | ボクシング                    | アメリカ     | 4300万ドル    |
| 2007 | 3    | フィル・ミケルソン               | ゴルフ                        | アメリカ     | 4200万ドル    |
| 2008 | 1    | タイガー・ウッズ                 | ゴルフ                        | アメリカ     | 1億1500万ドル |
| 2008 | 2    | デビッド・ベッカム               | サッカー                      | イギリス     | 5000万ドル    |
| 2008 | 3    | マイケル・ジョーダン             | バスケットボール              | アメリカ     | 4500万ドル    |
| 2008 | 3    | フィル・ミケルソン               | ゴルフ                        | アメリカ     | 4500万ドル    |
| 2009 | 1    | タイガー・ウッズ                 | ゴルフ                        | アメリカ     | 1億1000万ドル |
| 2009 | 2    | コービー・ブライアント           | バスケットボール              | アメリカ     | 4500万ドル    |
| 2009 | 2    | マイケル・ジョーダン             | バスケットボール              | アメリカ     | 4500万ドル    |
| 2009 | 2    | キミ・ライコネン                 | 自動車競技                    | フィンランド | 4500万ドル    |
| 2010 | 1    | タイガー・ウッズ                 | ゴルフ                        | アメリカ     | 1億500万ドル  |
| 2010 | 2    | フロイド・メイウェザー・ジュニア | ボクシング                    | アメリカ     | 6500万ドル    |
| 2010 | 3    | コービー・ブライアント           | バスケットボール              | アメリカ     | 4800万ドル    |
| 2011 | 1    | タイガー・ウッズ                 | ゴルフ                        | アメリカ     | 7500万ドル    |
| 2011 | 2    | コービー・ブライアント           | バスケットボール              | アメリカ     | 5300万ドル    |
| 2011 | 3    | レブロン・ジェームズ             | バスケットボール              | アメリカ     | 4800万ドル    |
| 2012 | 1    | フロイド・メイウェザー・ジュニア | ボクシング                    | アメリカ     | 8500万ドル    |
| 2012 | 2    | マニー・パッキャオ               | ボクシング                    | フィリピン   | 6200万ドル    |
| 2012 | 3    | タイガー・ウッズ                 | ゴルフ                        | アメリカ     | 5940万ドル    |
| 2013 | 1    | タイガー・ウッズ                 | ゴルフ                        | アメリカ     | 7810万ドル    |
| 2013 | 2    | ロジャー・フェデラー             | テニス                        | スイス       | 7150万ドル    |
| 2013 | 3    | コービー・ブライアント           | バスケットボール              | アメリカ     | 6190万ドル    |
| 2014 | 1    | フロイド・メイウェザー・ジュニア | ボクシング                    | アメリカ     | 1億500万ドル  |
| 2014 | 2    | クリスティアーノ・ロナウド       | サッカー                      | ポルトガル   | 8000万ドル    |
| 2014 | 3    | レブロン・ジェームズ             | バスケットボール              | アメリカ     | 7230万ドル    |
| 2015 | 1    | フロイド・メイウェザー・ジュニア | ボクシング                    | アメリカ     | 3億ドル       |
| 2015 | 2    | マニー・パッキャオ               | ボクシング                    | フィリピン   | 1億6000万ドル |
| 2015 | 3    | クリスティアーノ・ロナウド       | サッカー                      | ポルトガル   | 7960万ドル    |
| 2016 | 1    | クリスティアーノ・ロナウド       | サッカー                      | ポルトガル   | 8800万ドル    |
| 2016 | 2    | リオネル・メッシ                 | サッカー                      | アルゼンチン | 8140万ドル    |
| 2016 | 3    | レブロン・ジェームズ             | バスケットボール              | アメリカ     | 7720万ドル    |
| 2017 | 1    | クリスティアーノ・ロナウド       | サッカー                      | ポルトガル   | 9300万ドル    |
| 2017 | 2    | レブロン・ジェームズ             | バスケットボール              | アメリカ     | 8620万ドル    |
| 2017 | 3    | リオネル・メッシ                 | サッカー                      | アルゼンチン | 8000万ドル    |
| 2018 | 1    | フロイド・メイウェザー・ジュニア | ボクシング                    | アメリカ     | 2億8500万ドル |
| 2018 | 2    | リオネル・メッシ                 | サッカー                      | アルゼンチン | 1億1100万ドル |
| 2018 | 3    | クリスティアーノ・ロナウド       | サッカー                      | ポルトガル   | 1億800万ドル  |
| 2019 | 1    | リオネル・メッシ                 | サッカー                      | アルゼンチン | 1億2700万ドル |
| 2019 | 2    | クリスティアーノ・ロナウド       | サッカー                      | ポルトガル   | 1億900万ドル  |
| 2019 | 3    | ネイマール                       | サッカー                      | ブラジル     | 1億500万ドル  |
| 2020 | 1    | ロジャー・フェデラー             | テニス                        | スイス       | 1億630万ドル  |
| 2020 | 2    | クリスティアーノ・ロナウド       | サッカー                      | ポルトガル   | 1億500万ドル  |
| 2020 | 3    | リオネル・メッシ                 | サッカー                      | アルゼンチン | 1億400万ドル  |
| 2021 | 1    | コナー・マクレガー               | 総合格闘技                    | アイルランド | 1億8000万ドル |
| 2021 | 2    | リオネル・メッシ                 | サッカー                      | アルゼンチン | 1億3000万ドル |
| 2021 | 3    | クリスティアーノ・ロナウド       | サッカー                      | ポルトガル   | 1億2000万ドル |
| 2022 | 1    | リオネル・メッシ                 | サッカー                      | アルゼンチン | 1億3000万ドル |
| 2022 | 2    | レブロン・ジェームズ             | バスケットボール              | アメリカ     | 1億2120万ドル |
| 2022 | 3    | クリスティアーノ・ロナウド       | サッカー                      | ポルトガル   | 1億1500万ドル |
| 2023 | 1    | クリスティアーノ・ロナウド       | サッカー                      | ポルトガル   | 1億3600万ドル |
| 2023 | 2    | リオネル・メッシ                 | サッカー                      | アルゼンチン | 1億3000万ドル |
| 2023 | 3    | キリアン・エムバペ               | サッカー                      | フランス     | 1億2000万ドル |
| 2024 | 1    | クリスティアーノ・ロナウド       | サッカー                      | ポルトガル   | 2億6000万ドル |
| 2024 | 2    | ジョン・ラーム                   | ゴルフ                        | スペイン     | 2億1800万ドル |
| 2024 | 3    | リオネル・メッシ                 | サッカー                      | アルゼンチン | 1億3500万ドル |
| 2025 | 1    | クリスティアーノ・ロナウド       | サッカー                      | ポルトガル   | 2億7500万ドル |
| 2025 | 2    | ステフィン・カリー               | バスケットボール              | アメリカ     | 1億5600万ドル |
| 2025 | 3    | タイソン・フューリー             | ボクシング                    | イギリス     | 1億4600万ドル |